# Aree naturali protette di Dubai
Le aree naturali protette di Dubai sono dei territori dell'Emirato che per il loro valore culturale, scientifico, turistico o per la loro valenza estetica, o per la presenza vegetale e/o animale, sono state poste dal governo locale sotto dei vincoli di protezione e conservazione sulla base di una serie di leggi federali e locali.

## Legislazione pertinente
Le principali legge federali (UAE) rilevanti in materia sono:
- Legge federale N. 9 del 1983 sul divieto di caccia, raccolta e distruzione di fauna selvatica;
- Legge federale N. 23 del 1999 sullo sfruttamento, protezione e sviluppo delle risorse acquatiche viventi nelle acque degli Emirati Arabi Uniti;
- Legge federale N. 24 del 1999 sulla tutela e valorizzazione dell'ambiente degli Emirati Arabi Uniti.

Logo della Municipalità di Dubai

Le principali legge locali (Emirato di Dubai) rilevanti in materia sono:
- Ordine locale n. 61 del 1991 sulla protezione ambientale nell'Emirato di Dubai;
- Ordine locale n. 2 del 1998 sulla protezione dei santuari della fauna selvatica di Ras Al Khor e Jabal Ali;
- Ordine locale n. 11 del 2003 sulla definizione di aree protette terrestri e costiere in quanto aree con in elevato valore culturale, scientifico, turistico o per la loro ricchezza estetica, vegetale, animale e ittica, o quelle con peculiari caratteristiche fisiche naturali;
- Decreto n. 22 del 2014 che istituisce sei aree protette nell'Emirato di Dubai ai sensi delle direttive stabilite nell'ordine locale n. 11 del 2003.

Il mandato di regolamentare, controllare, valutare e rilasciare una licenza per qualsiasi attività come specificato nelle suddette leggi è assegnato al Dipartimento dell'Ambiente della Municipalità di Dubai, in qualità di autorità competente.

## Aree protette
Attualmente ci sono 8 aree protette. Tali aree coprono circa il 31% della superficie dell'Emirato di Dubai e rappresentano tutti i principali tipi di ecosistema presenti nell'Emirato: montano, desertico, costiero e marino. Sono gestite dalla Municipalità di Dubai, in proprio o in collaborazione con altri partner.

Santuario della fauna selvatica di Ras Al Khor

- Santuario della fauna selvatica di Ras Al Khor
- Riserva di conservazione del deserto di Al Marmoom
- Riserva di conservazione del deserto di Al Wohoosh
- Santuario della fauna selvatica di Jabal Ali
- Riserva della montagna di Hatta
- Riserva di conservazione di Jabal Nazwa
- Riserva di conservazione di Ghaf Nazwa
- Riserva di conservazione del deserto di Dubai

Il Santuario di Ras Al Khor e quello di Jabal Ali sono stati istituiti in base alla legge n. 2 del 1998, mentre le altre sei sono state istituite in base alla legge n. 22 del 2014.